# Lepicolea ochroleuca
Lepicolea ochroleuca là một loài rêu tản trong họ Lepicoleaceae. Loài này được (L. f. ex Spreng.) Spruce miêu tả khoa học lần đầu tiên năm 1885.